# Колосова Вікторія Петрівна
Вікто́рія Петрі́вна Ко́лосова (10 серпня 1923, місто Бар, нині Вінницької області — 16 березня 2010, Київ) — українська літературознавиця, текстолог, книгознавиця. Кандидат філологічних наук (1963).

## Біографія
Народилася в місті Бар у родині агронома Петра Івановича Водолажського та Антоніни Михайлівни Гневишевих, викладачів агропромислової школи. Петро Водолажський закінчив Кам'янець-Подільське технічне училище, був директором школи. 1931 року його призначили завідувачем планової частини Всесоюзного науково-дослідного інституту цукрової промисловості, родина переїхала до Києва.
У 1948 році закінчила Київський державний університет. У 1948—1950 роках працювала в Інституті археології АН УРСР. У 1950—1957 роках була редакторкою у виданні «Блокнот агітатора», що його видавав ЦК Компартії України. У 1957—1979 роках була науковою співробітницею відділу давньої української літератури Інституту літератури АН УРСР.
У 1962 році захистила дисертацію на ступінь кандидата філологічних наук на тему «Климентий Зиновиев — украинский поэт конца XVII—начала XVIII вв.» під керівництвом Олександра Білецького, 1971 року здобула вчене звання старшого наукового співробітника.
У 2021 році опубліковано щоденник Вікторії Колосової, у якому вона описує життя в Києві під час німецької окупації

## Наукові публікації
Видала монографію «Климентій Зіновіїв син. Життя і творчість» (1964). Брала участь у написанні «Історії української літератури» у восьми томах (перший том — 1967) та «Історії Української РСР» у десяти томах (перший том, книга 2 — 1979). Їй належить низка статей до «Шевченківського словника»(том 1 — 1976; том 2 — 1977). Авторка наукових статей з дослідження української поезії, історії української філософії, українсько-білоруських літературних зв'язків, історії книгодрукування в Україні. Брала участь у підготовці публікації зібрання творів Івана Франка.
- Преемники Ивана Федорова в Беларуси и на Украине // Иван Федоров и восточнославян. книгопечатание. Минск, 1984
- Идеологические предпосылки деятельности острожского кружка: Герасим Смотрицкий как редактор-полемист // Федоров. чтения. 1981 г. Москва, 1985
- К вопросу о втором южнославянском влиянии на Украине и в Белоруссии: философско-филологическая концепция Острожского кружка // Славян. культуры и мировой культур. процесс. Минск, 1985
- «Слово на еретики» Козьмы Пресвитера в предисловии к Острожской Библии Ивана Федорова // Федоров. чтения. 1983 г. Москва, 1987.